# Inostemma belonocnemae
Inostemma belonocnemae är en stekelart som först beskrevs av William Harris Ashmead 1887.  Inostemma belonocnemae ingår i släktet Inostemma och familjen gallmyggesteklar. Inga underarter finns listade i Catalogue of Life.